# Ilias Iliadis
Ilias Iliadis (n. 10 noiembrie 1986, Akhmeta, Republica Sovietică Socialistă Gruzină, URSS) este un judocan ce a reprezentat Grecia, medaliat olimpic. A participat la 4 ediții ale Jocurilor Olimpice (2004, 2008, 2012, 2016) în care a câștigat o medalie de aur și o medalie de bronz.